# Красный женский отряд
«Красный женский отряд» (кит. упр. 红色娘子军, пиньинь Hóngsè Niángzi Jūn) — китайский художественный фильм, снятый режиссёром Се Цзинем в 1960 году.
Премьера фильма состоялась 1 января 1961 года.

## Сюжет
1930 год. Остров Хайнань, как и весь Китай, растерзан гражданской войной. Где-то правят военные клики, а где-то уже образовались «советские районы».
Фильм рассказывает об отряде женщин с острова Хайнань, который в 1930-х годах участвовал на стороне китайских коммунистов в ходе гражданской войны в Китае против сил Гоминьдана во главе с Чан Кайши.
Одна из главных героинь У Цюнхуа в 1930-х годах работала домработницей у Нан Батиана, жестокого военачальника. Часто оскорбляемая своим хозяином, У Цюнхуа была спасена Хун Чанцином, командиром военного Красного отряда, состоящего из женщин. Она вступила в отряд и после гибели Хуна стала вместо него командиром отряда. В конце фильма Красный женский отряд освободил родную деревню У Цюнхуа, взял в плен и казнил Нан Батиана.

## В ролях
- Чжу Сицзюань — У Цюнхуа
- Ван Синган — Хун Чанцин
- Чень Цян — Нан Батиан
- Чжан Сюэцзин
- Сян Мэй
- Цзинь Найхуа
- Те Ню

## Награды
- Фильм «Красный женский отряд» — первый лауреат кинопремии «Сто цветов» за лучший художественный фильм  (1962).
- Кинематографическая премия КНР «Сто цветов» за лучшую женскую роль Чжу Сицзюань (1962).

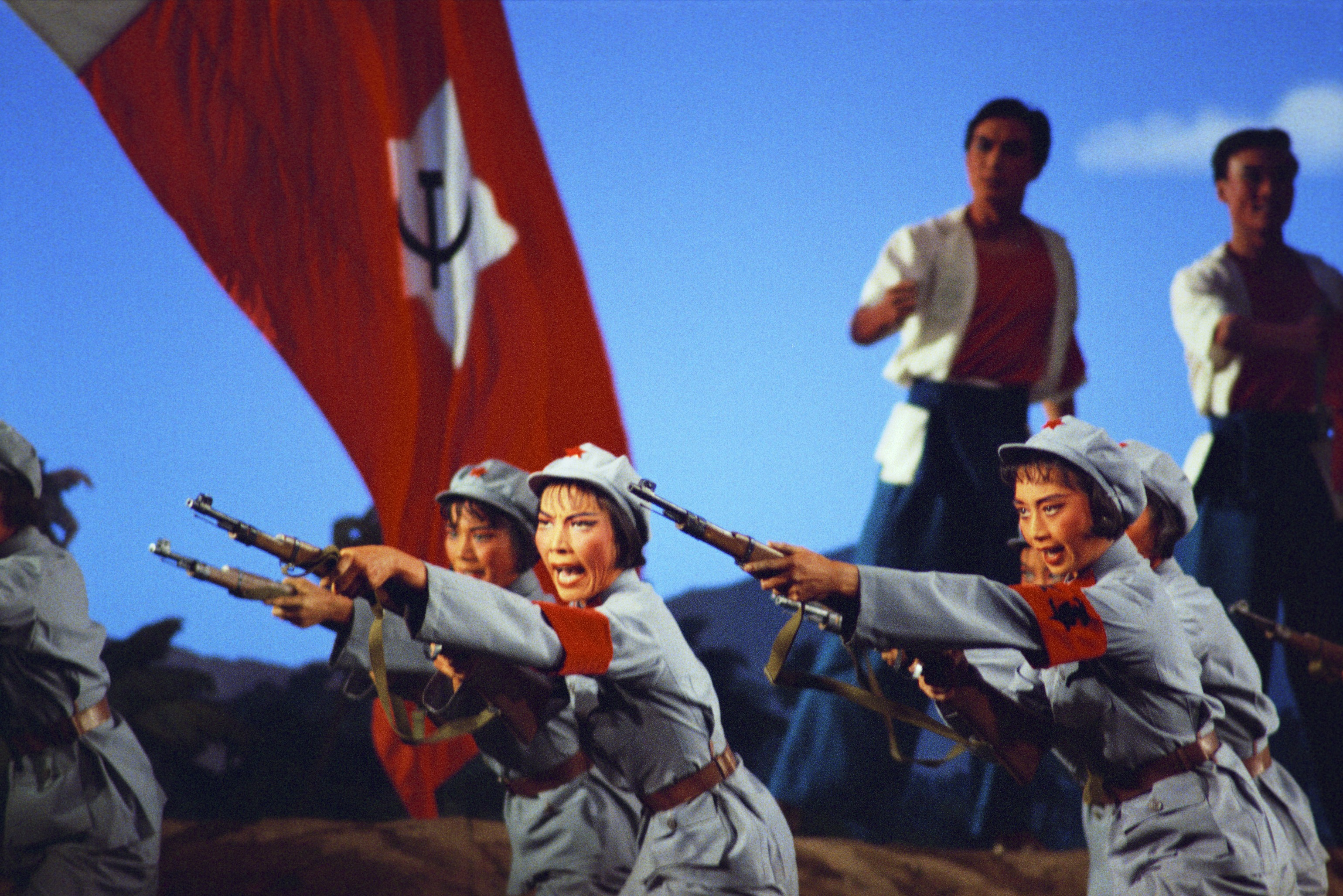
«Красный женский отряд» в Национальном балете Китая (1972)

Фильм пользовался большой популярностью в КНР, поэтому в годы Культурной революции в Китае в 1964 году был поставлен одноименный балет, к концу 1966 года был внесен в список из восьми важнейших китайских «революционных моделей театральных работ».
В 1972 году балет «Красный женский отряд» был показан президенту США Ричарду Никсону во время его визита в Китай.